# Hacienda Coihueco
La Hacienda Coihueco, conocida históricamente como Hacienda Rupanco, es una hacienda localizada en la comuna de Puerto Octay, actual Región de los Lagos de Chile. En la actualidad es controlada por el grupo de capitales neozelandeses Manuka, y se le considera la mayor lechería de pastoreo de América Latina.

## Historia
La hacienda tiene su origen en la concesión entregada en 1904 a Amadeo Heiremans, inmigrante belga avecindado en Santiago de Chile, para el establecimiento de colonos y el desarrollo de actividades económicas en torno al Lago Rupanco y la cuenca del río Coihueco. A partir de esta concesión se conforma en 1905 la Sociedad Colonizadora, Agrícola y Ganadera de Rupanco, luego integrada en la Sociedad Agrícola Ñuble y Rupanco. Para su operación, entre 1906 y 1910 se encargó la construcción de la casona patronal a un grupo de trabajadores de origen chilote.
El objetivo inicial de la concesión era fomentar el asentamiento de colonos europeos, de manera similar al proceso de colonización alemana del siglo XIX. Sin embargo, en la práctica se constituyó como un gran latifundio de capitales provenientes de Santiago, con un escaso aporte de colonos a la zona, los que además habrían sido asentados en terrenos acotados y de baja aptitud agropecuaria. A 1920 la hacienda contaba con 41.400 hectáreas, sumando más que toda la tierra entregada a colonos europeos hasta entonces. De esta forma, se ha señalado que el establecimiento de la hacienda, bajo una configuración territorial inspirada en los latifundios de la zona central de Chile, habría contribuido a bloquear el avance del proceso de colonización europea en la zona, así como a incidir en el desplazamiento de comunidades indígenas próximas hacia zonas cordilleranas. Esta expansión de la hacienda influyó en la conformación de la Junta General de Caciques de la Fütawillimapu como un espacio de defensa de las comunidades huilliches afectadas.
La hacienda Rupanco fue expropiada por la Corporación de la Reforma Agraria (CORA) en 1969, que para ese año contaba con 47.000 hectáreas y era el predio agrícola más grande de Chile. En 1970 los 850 trabajadores del fundo conformaron la Cooperativa Rupanco, que en 1977 superó los 2.000 trabajadores. Ese año la Corporación Nacional Forestal (Conaf), liderada entonces por Julio Ponce Lerou, quitó la administración de la hacienda a la cooperativa, que fue declarada disuelta por supuestos malos manejos económicos. A partir de ese momento se inicia un proceso de privatización, que finaliza en 1979 con su adjudicación a un consorcio chileno-árabe liderado por el empresario árabe Sulaiman Abdul Aziz Al Rajhi. En 1997 la hacienda es vendida a un grupo de empresarios chileno-palestinos, quienes finalmente la venden en julio de 2008 al grupo de capitales neozelandeses Manuka, quienes la operan hasta la actualidad. Durante estas últimas operaciones la Hacienda Rupanco perdió parte de su acceso al Lago Rupanco, que quedó en manos de los dueños anteriores para el desarrollo de proyectos turísticos, así como 5.000 hectáreas de bosque, que fueron adquiridos por el grupo Matte a través de Forestal Mininco.
Al año 2016 la hacienda Rupanco, rebautizada por Manuka como hacienda Coihueco, contaba con cerca de 18.000 hectáreas. En 2020 este grupo empresarial realizó la remodelación de la casona patronal, adecuándola para su uso con fines corporativos.